# Hüniken
Hüniken is een gemeente en plaats in het Zwitserse kanton Solothurn en maakt deel uit van het district Wasseramt.
Hüniken telt 91 inwoners.